# Robert Bjuke
Nils Robert Bjuke, född 6 juli 1889 i Gävle, död 28 maj 1973 i Kungsholms församling i Stockholm, var en svensk ingenjör och konstsamlare, verksam i Kina i början av 1900-talet.

## Biografi
Robert Bjuke tog studentexamen 1909 på Vasaskolan i Gävle och studerade sedan på Kungliga Tekniska högskolan (KTH) i Stockholm där han avlade civilingenjörsexamen 1915. Han var konstruktör vid Porjus kraftverk i Lule älv och vid flodregleringar i Kina. Han projekterade för samernas flyttningsvägar.
Under 1920- och 1930-talen bodde och arbetade Bjuke i Kanton (nuvarande Guangzhou), Kina, och hade där yrkestiteln "Acting Engineer in Chief of the River Conservancy Commission". Han specialiserade sig på hamnprospektion och byggde flera hamnar åt den kinesiska regeringen. Han var en flitig amatörfilmare och hans egna register över gatu- och hamnliv från den här tiden är en riktig skattkista, deponerad hos Kungliga biblioteket i Stockholm. Han har skrivit om sina intressanta möten med folk som Tang Shao I och Nicolas Barclay de Tolly Weimarn i boken Nya äventyr jorden runt från 1971.
Bjukes far, köpmannen och assuradören Nils Gustav Wahlman (1853–1926), var 1897 involverad i ombyggnationen av det tvåvåningshus på Nygatan 3 i Gävle som brodern, snickaren Per Wahlman från Valbo, uppförde i början av 1870-talet. Huset fick ytterligare två våningar, en pampig fasad samt tinnar och torn. När fadern avled 1926 ärvde sönerna Robert, Karl och Oscar fastigheten.
Bjuke var ordförande i en mängd olika idrottsklubbar och i Svenska Brukshundklubben.

## Konstsamling

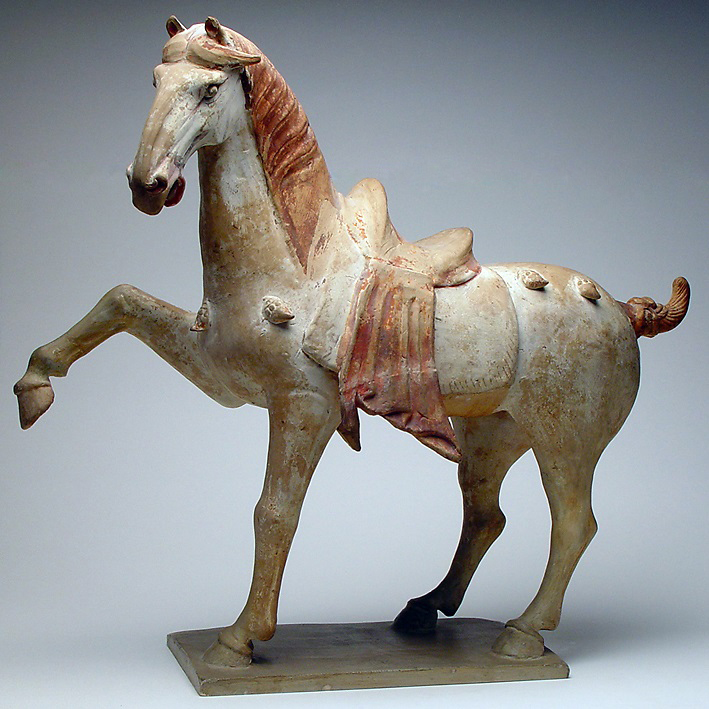
OM-1994-0007. Gravfigurin från Kina, stående häst med lyft framben, från Tangdynastin (618-907), ur Östasiatiska museets samlingar.

Robert Bjuke och hans fru Margareta var passionerade samlare av konst, möbler och antikviteter. De donerade delar av sin samling till Östasiatiska museet i Stockholm, bl.a. vapen från Kinas bronsålder, figurmålningar på siden målade i Tang- och Sung-stil under 1800-talet, japanska träsnitt och gravfiguriner från Kina.

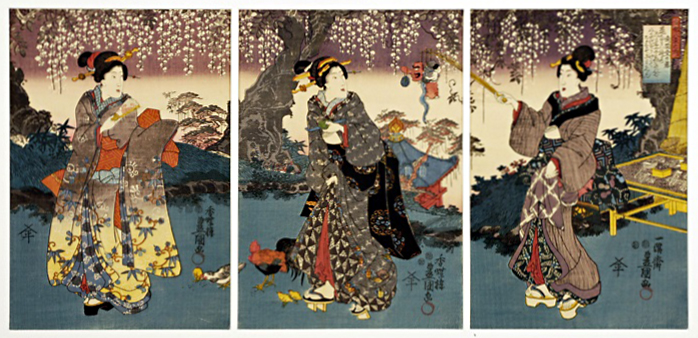
OM-1973-0055. Japanskt träsnitt, triptyk med kvinnor under blommande wisteria (blåregn), ur Östasiatiska museets samlingar (gåva av Margareta Bjuke till minne av maken Robert Bjuke).

## Familj
Robert Bjuke var son till Nils Gustav Wahlman (1853–1926) och Catarina Elisabeth, född Lundberg. Han hade två bröder - Karl och Oscar. Han gifte sig 1934 med Gunhild Margareta Björnsdotter (1903–1993). Makarna är gravsatta i minneslunden på Skogskyrkogården i Stockholm.